# Кларенс Волкер
Кларенс («Sal») Леонард Волкер (13 грудня, 1898 — 30 квітня, 1957) — колишній південноафриканський боксер—професіонал, який змагався на початку 1920—х років. Він виграв золоту медаль на літніх Олімпійських іграх 1920, перемігши Кріса Грема у фіналі. Він народився в Порт-Елізабет, Східний Кейп, і помер в «Roodepoort», «Gauteng».

## Олімпійські результати
- У першому раунді змагань переміг: Альфонс Бувенс (Бельгія)
- У 1/4 фіналу переміг: Едварт Гартман (США)
- У 1/2 фіналу переміг: Джордж Маккензі (Велика Британія)
- У фіналі переміг: Кріс Грем (Канада)